# سلطنت فاطمی
سلطنت فاطمی (زادهٔ ۱۲۸۴ در تهران – درگذشتهٔ ۲۰ فروردین ۱۳۵۹ در تهران) خواهر  حسین فاطمی وزیر خارجه  محمد مصدق بود. شهرت وی به خاطر فداکاری‌ها و حمایت‌های او از برادرش و دولت  محمد مصدق می‌باشد. سلطنت فاطمی نقش مهمی در جلوگیری از قتل حسین فاطمی در جریان ترور از پیش برنامه‌ریزی شده حکومت پهلوی و به دست شعبان جعفری داشته‌است. وی همچنین نقشی اساسی در بازپس‌گیری پیکر بی‌جان برادرش از عمال حکومت پهلوی داشت و در جریان مراسم یادبود برادرش سخنرانی غرایی علیه حکومت پهلوی کرده بود. آرامگاه سلطنت فاطمی در گورستان ابن‌باویه و در کنار آرامگاه برادرش  حسین فاطمی می‌باشد.

## جلوگیری از ترور حسین فاطمی
حسین فاطمی پس از کودتای ۲۸ مرداد ۱۳۳۲ تا دستگیریش  در ۶ اسفند ماه آن سال نزد دوستانش در خفا بود.
پریوش سطوتی همسر حسین فاطمی در مورد نحوه دستگیری همسرش در اسفند سال ۱۳۳۲ می‌گوید: «دکتر فاطمی بعد از ۲۸ مرداد، دو الی سه ماه در منزل یکی از نزدیک‌ترین دوستانم مخفی بود. پس از گذشت چند ماه به منزل دکتر محسنی که داروساز بود رفت و تا زمان دستگیری در آنجا سکونت داشت. در آن زمان رژیم شاه در تمام مناطق تهران به دنبال فاطمی بود و جایزه زیادی را برای سر دکتر تعیین کرده بود. یکی از خدمه‌های خانه دکتر محسنی خبر مخفی بودن دکتر فاطمی در آن خانه را به بیرون منتقل کرد و ساواک به آن خانه ریخت و دکتر را دستگیر کرد. ارتشبد نصیری بلافاصله پس از دستگیری دکتر فاطمی، با ماشین وی را به دم کاخ برد تا به شاه دستگیری دکتر فاطمی را اطلاع دهد.»

همان ابتدای دستگیری دکتر فاطمی تصمیم گرفته می‌شود در حین دادرسی توسط یک حرکت به ظاهر خودجوش مردمی به دست شعبان جعفری و مریدانش به قتل برسد که وی و خواهرش مجروح می‌شوند. فریدون مظاهر تهرانی شاهد این ماجرا می‌نویسد:
«ناگهان شعبان بی مخ و یارانش با چاقوهای برهنه به دکتر فاطمی حمله‌ور شده و ضرباتی چند وارد کردند. خانمی که بعداً فهمیدم خانم سلطنت فاطمی خواهر دکتر فاطمی است و از طریق خبر رادیو مطلع شده بود که برادرش را دستگیر کرده و به محل دفتر فرمانداری نظامی تهران که آن موقع در داخل کاخ شهربانی (ساختمان ۷ فعلی وزارت‌خارجه) بود آورده‌اند خود را به آن محل رسانده که مصادف با حمله چاقوکشان به دکتر فاطمی شده و خود را سپر بلا کرده‌بود. حمله کنندگان شش ضربه به دکتر فاطمی و ۱۰، ۱۱ ضربه به خانم سلطنت فاطمی وارد کردند. دکتر فاطمی را درحالی که روی زمین افتاده بود و خون از بدنش جاری بود با همان جیپی که آورده بودند از محل دور کردند. در آن تاریخ رئیس کل شهربانی سپهبد مهدی‌قلی علوی مقدم، فرماندار نظامی تهران سرتیپ تیمور بختیار و فرمانده گارد شاهنشاهی سرتیپ نعمت‌الله نصیری (ارتشبد بعدی) بودند.»

## تحویل‌گرفتن جنازه حسین فاطمی
از دیگر اقدامات سلطنت فاطمی، تلاش او تحویل گرفتن پیکر بی‌جان برادرش بود. پریوش سطوتی همسر حسین فاطمی در اشاره به روزی که دکتر فاطمی را اعدام کردند، گفت: «آن روز همه داغدار بودند، دانشجویان، محصلین، همه ناراحت و عزادار بودند. در آن موقع جنازه دکتر فاطمی را نیز به خانواده او نمی‌دادند و خواهر ایشان سلطنت فاطمی با زحمت زیاد توانسته جنازه را بگیرد و با تاکسی منتقل کند». به عقیده همسر فاطمی سلطنت فاطمی خواهر دکتر، بیش از هر کس دیگری برای برادرش فداکاری کرده‌است. پریوش سطوتی گفت که فاطمی را در ساختمان زرهی ارتش تیرباران کرده بودند و خواهر ایشان با جسارت تمام توانسته بود، جنازه فاطمی را پس بگیرد، در روزی هم که دکتر فاطمی را در ابن بابویه به خاک می‌سپردند، وی سخنرانی غرایی کرد و رژیم پهلوی را زیر سؤال برد، و دوستانی که در مراسمش بودند از جمله دوست و امین و همدم مبارز تام الاختیارش ناصر یمین مردوخی کردستانی و نظامیانی هم که در آن‌جا بودند گریه می‌کردند.